# Municipio de Tlazazalca
El municipio de Tlazazalca es uno de los 113 municipios en que se encuentra dividido para su régimen interior el estado mexicano de Michoacán. Su cabecera es la localidad homónima.

## Toponimia
El nombre Tlazazalca proviene de la expresión indígena que se interpreta como «lugar arcilloso». La palabra Tlaltzacutli se traduce como «greda» (Alonso de Molina, 1571).

## Ubicación, superficie y límites
El municipio de Tlazazalca está ubicado al norte del estado. Con una extensión de algo más de 204 km², limita al norte con los municipios de Ecuandureo, Churintzio y Penjamillo; al este con los municipios de Penjamillo, Zacapu y Purépero; al sur con los municipios de Purépero y Tangancícuaro, al oeste con los municipios de Tangancícuaro, Zamora y Ecuandureo.
Tlazazalca, cabecera del municipio, se encuentra en la ubicación 19°58′13″N 102°3′22″O / 19.97028, -102.05611, a una altitud de 1796 m s. n. m.
Junto con los municipios de Briseñas, Chavinda, Ixtlán, Jacona, Jiquilpan, Marcos Castellanos, Pajacuarán, Purépero, Cojumatlán de Régules, Sahuayo, Tangamandapio, Tangancícuaro, Venustiano Carranza, Villamar, Vista Hermosa y Zamora, integra la Región Lerma-Chapala.

## Demografía
La población total del municipio de Tlazazalca es de 6420 habitantes, lo que representa un decrecimiento promedio de -0.72 % anual en el período 2010-2020 sobre la base de los 6890 habitantes registrados en el censo anterior. Al año 2020 la densidad del municipio era de 31,51 hab/km².
| Gráfica de evolución demográfica de Municipio de Tlazazalca entre 2000 y 2020 |
|                                                                               |
| Fuente: Instituto Nacional de Estadística Geografía e Informática             |

En el año 2010 estaba clasificado como un municipio de grado bajo de vulnerabilidad social, con el 11.90 % de su población en estado de pobreza extrema.
La población del municipio está mayoritariamente alfabetizada (14.12 % de personas analfabetas al año 2010) con un grado de escolarización en torno de los 5 años. Solo el  0.42 % de la población se reconoce como indígena.
El 93.70 % de la población profesa la religión católica. El 3.77 % adhiere a las iglesias Protestantes, Evangélicas y Bíblicas.

### Localidades
En el censo de 2020 el municipio de Tlazazalca contaba con 24 localidades.
| Código INEGI    | Localidad              | Población (2020) |
| --------------- | ---------------------- | ---------------- |
| 160940001       | Tlazazalca             | 3 002            |
| 160940010       | Huitzo                 | 506              |
| 160940002       | Acuitzeramo            | 484              |
| 160940018       | La Yerbabuena          | 430              |
| 160940003       | Acúmbaro de las Pilas  | 350              |
| 160940013       | Jamandúcuaro           | 286              |
| 160940006       | Colonia Gabino Vázquez | 215              |
| 160940016       | El Tecolote            | 169              |
| 160940008       | Gil                    | 147              |
| 160940027       | Colonia el Porvenir    | 147              |
| 160940005       | La Estancita           | 133              |
| 160940012       | La Jabonera            | 126              |
| 160940017       | Urepetiro              | 101              |
| 160940011       | Icatiro                | 91               |
| 160940007       | Las Gallinas           | 50               |
| 160940009       | Huapajécuaro           | 48               |
| 160940019       | El Pitahayo            | 25               |
| 160940022       | Tanaquillo             | 22               |
| 160940015       | San Isidro             | 20               |
| 160940014       | Nuevo Moreno de Bravo  | 14               |
| 160940021       | Potreros               | 12               |
| 160940024       | El Chupadero           | 11               |
| 160940020       | Potreros de Abajo      | 4                |
| Total municipal | Total municipal        | 6 420            |

## Educación y salud
En 2010 el municipio contaba con escuelas preescolares, primarias, secundarias y una escuela de formación media (bachillerato). Las unidades médicas en el municipio eran 7, con un total de personal médico de 10 personas. 
El 49.6 % de la población de 15 años o más (3162 personas) no había completado la educación básica, carencia social calificada como rezago educativo. El 60.2 % de la población (3837 personas) no tenía acceso a servicios de salud.

## Economía
Según los datos relevados en 2010, prácticamente la mitad de la población económicamente activa desarrollaba su actividad en el sector primario (agricultura, ganadería, aprovechamiento forestal, pesca y caza). Según el número de unidades activas relevadas en 2019, los sectores más dinámicos son el comercio minorista, la prestación de servicios generales no gubernamentales y en menor medida la elaboración de productos manufacturados.